# Харькино (Тверская область)
Харькино — деревня в Зубцовском районе Тверской области. Входит в состав Зубцовского сельского поселения.

## География
Находится в южной части Тверской области на расстоянии приблизительно 12 км на восток-северо-восток от районного центра города Зубцов.

## История
Деревня была отмечена еще на карте 1825 года. В 1859 году здесь (деревня Зубцовского уезда Тверской губернии) было учтено 16 дворов, в 1941 — 35.

## Население
Численность населения: 143 человека (1859 год), 0 в 2002 году, 1 в 2010.